# Église Notre-Dame de Tavaux
L'église Notre-Dame est une église située à Tavaux-et-Pontséricourt, en France.

## Description
Construite au XIe siècle, de style roman, cet édifice a été remanié à la fin du XIIe siècle en gothique : la tour clocher, carrée et flanquée de deux tourelles, est surmontée d'une flèche de 42 m. Outre sa voute croisée, sa nef à collatéraux et triforium (XIIIe siècle), sa chaire et ses fonts baptismaux, elle renferme des boiseries, statues polychromes et vitraux réalisés par des artistes primés. AM-CR7

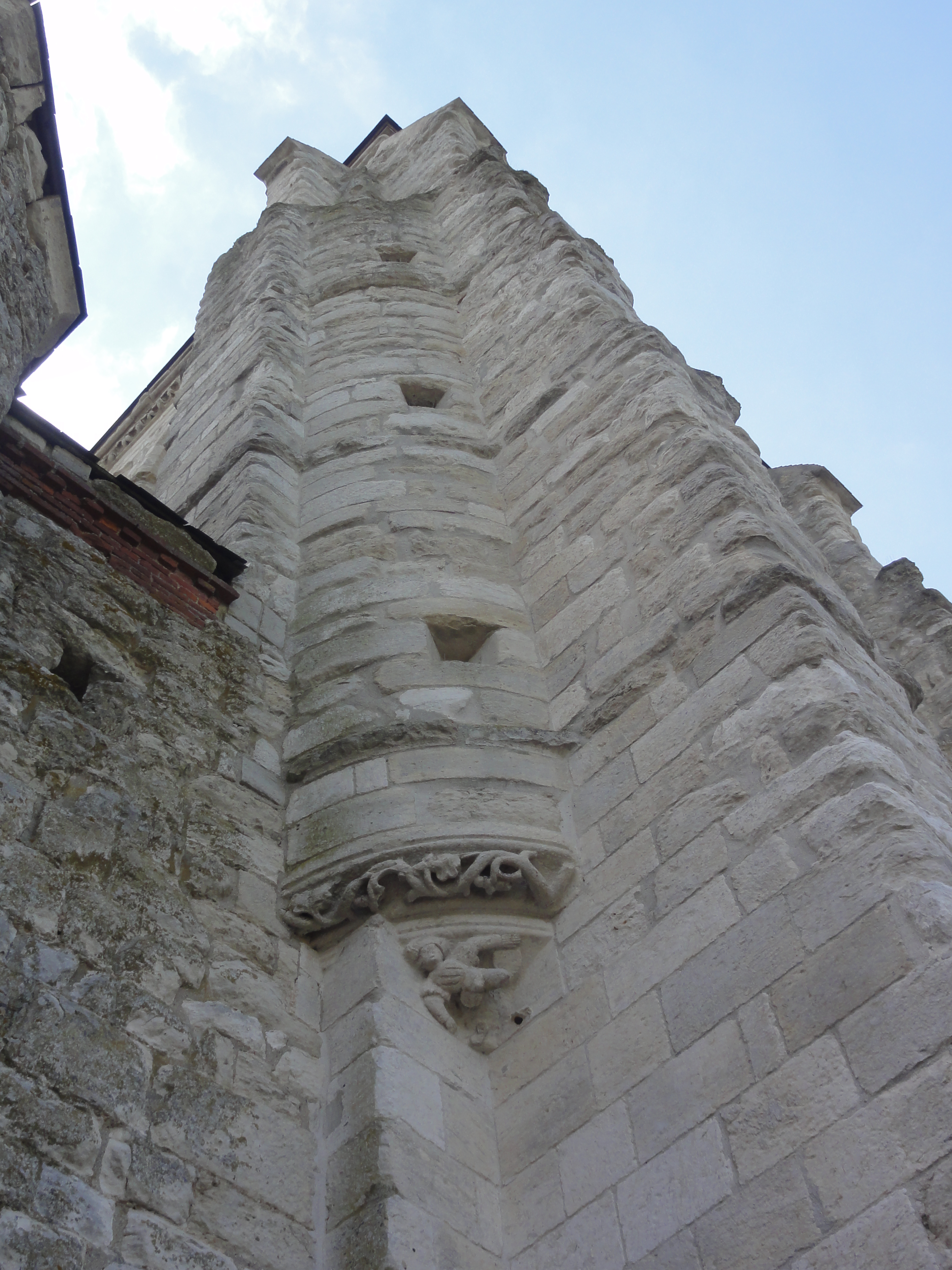
Sculpture 1, extérieur tour.
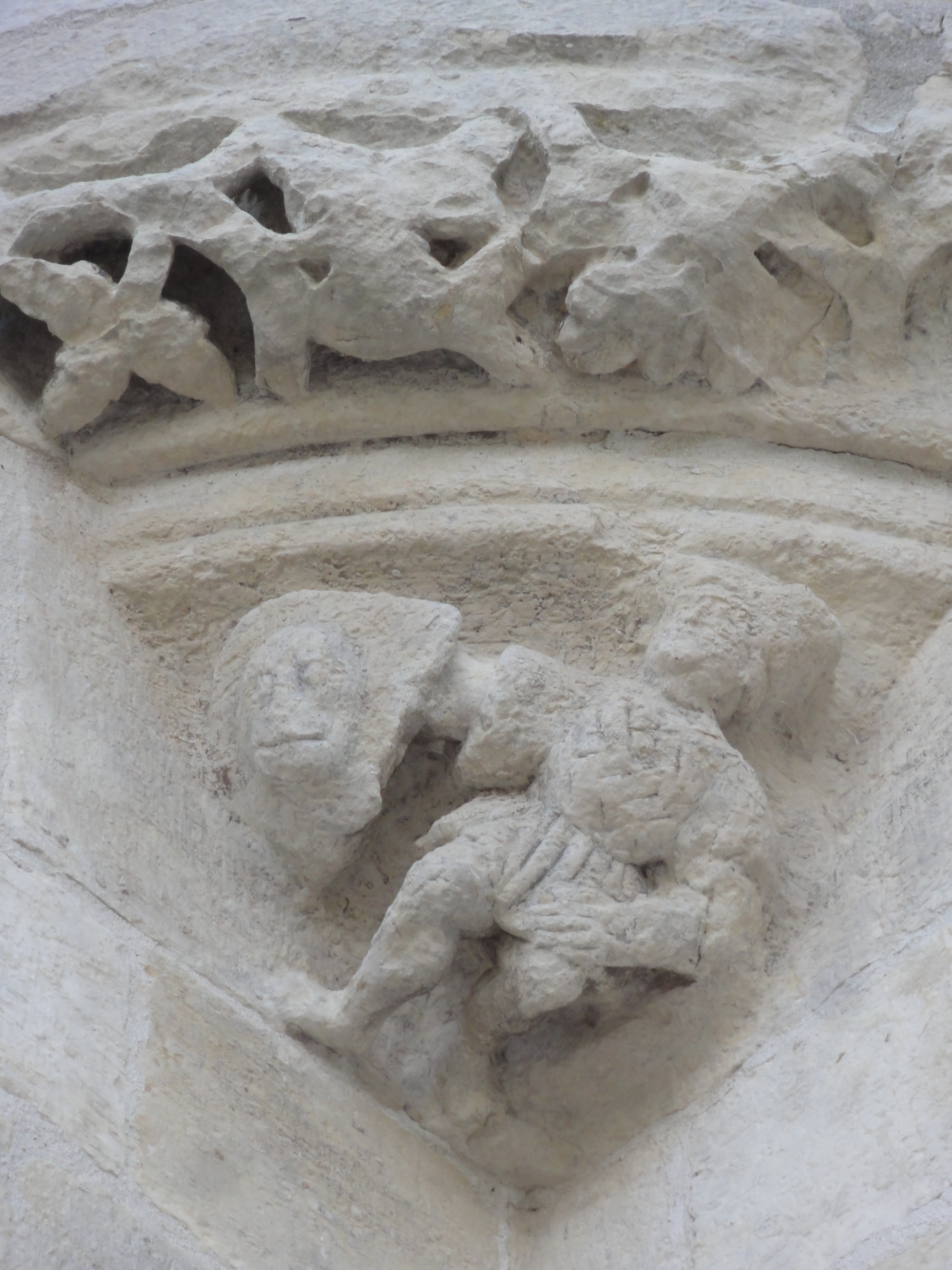
Sculpture 2, extérieur tour.
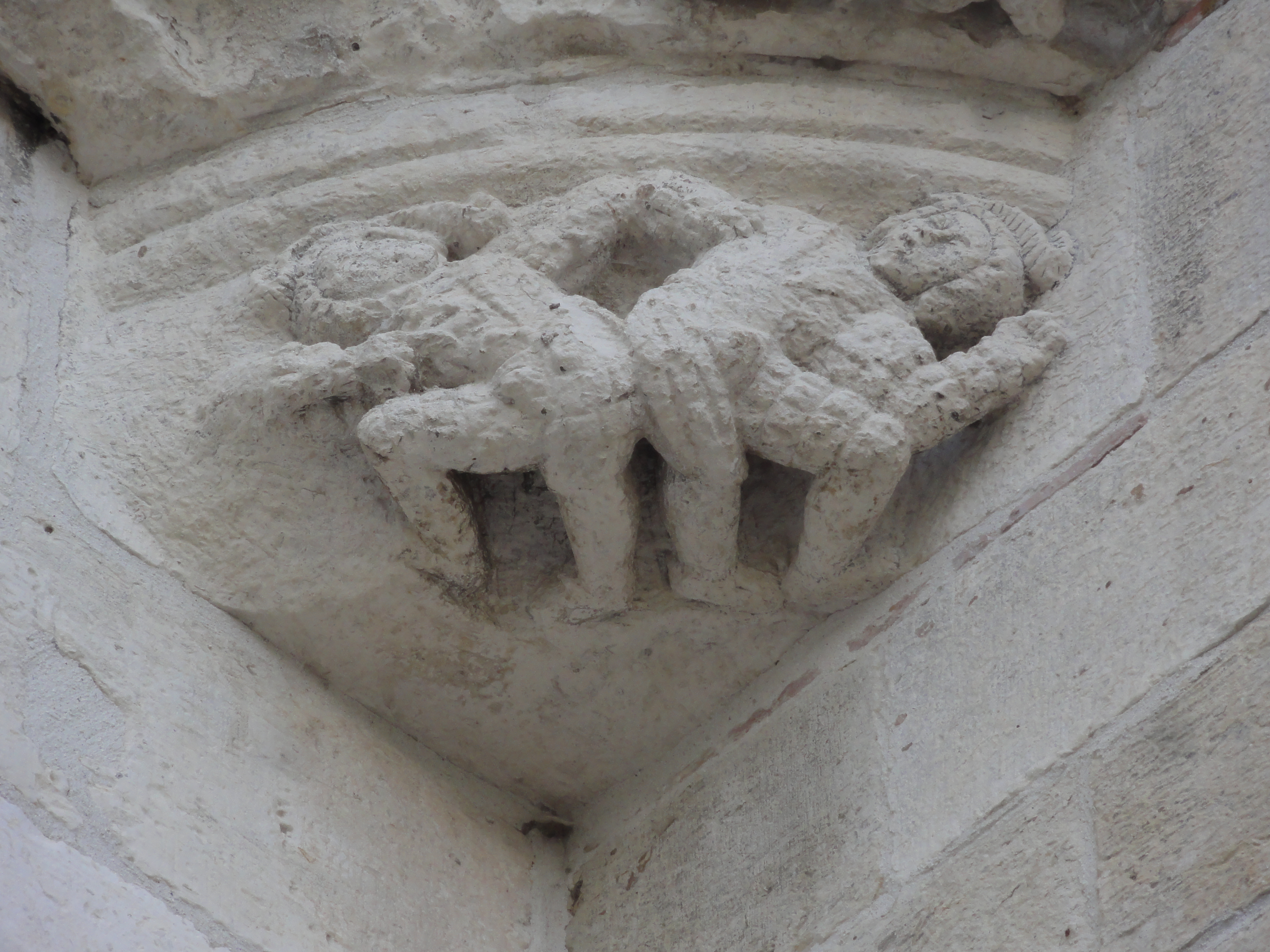
Sculpture 3, extérieur tour.
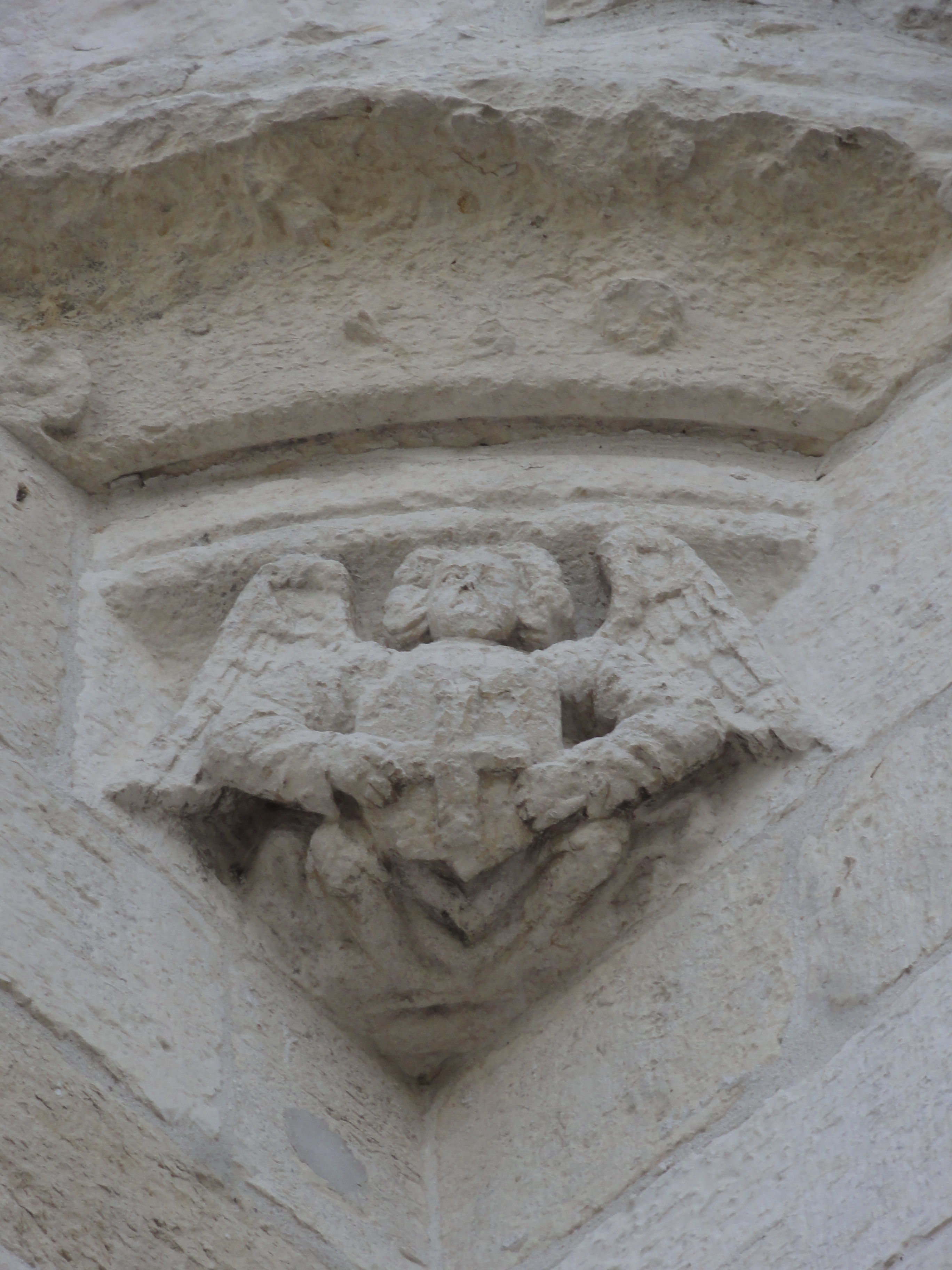
Sculpture 4, extérieur tour.

## Localisation
L'église est située sur la commune de Tavaux-et-Pontséricourt, dans le département de l'Aisne.

## Historique
Le monument est inscrit au titre des monuments historiques en 1989.

### Galerie

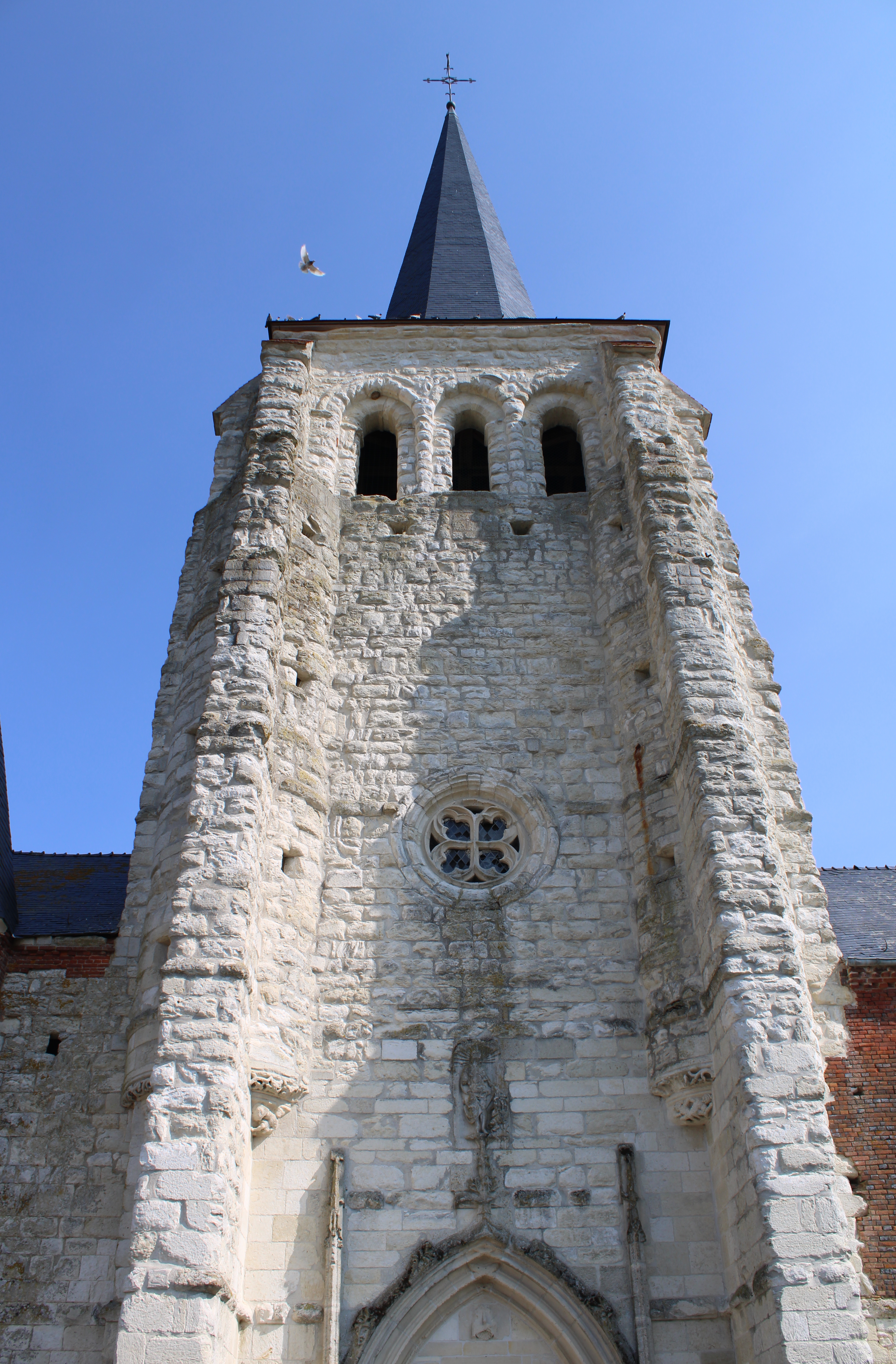
Le clocher fortifié en pierre calcaire date du XIe siècle. En haut, trois baies de style roman éclairent la salle de refuge. De chaque côté, une tour percée de trois meurtrières et soutenue par un cul-de-lampe sculpté est intégrée dans chaque contrefort.
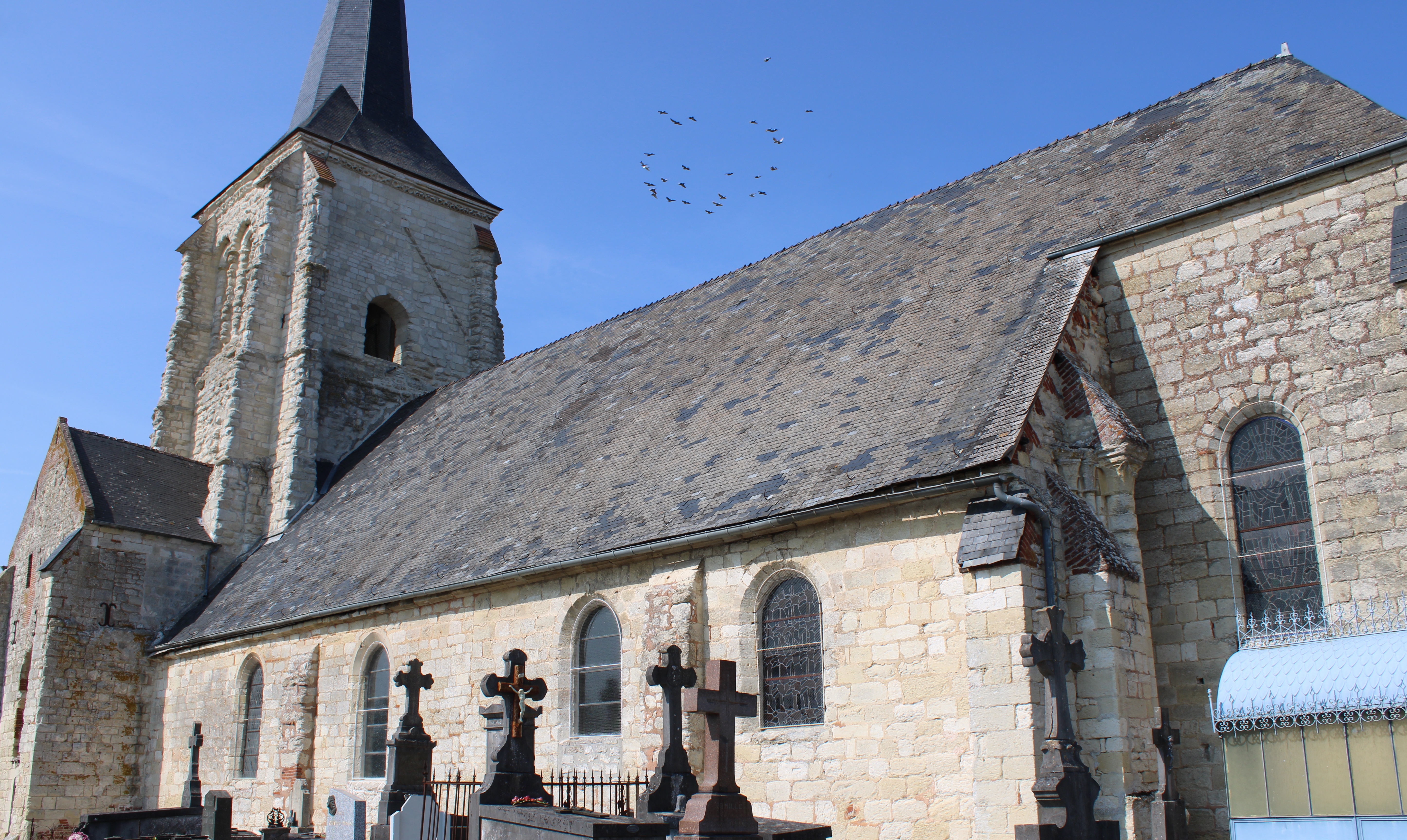
Vue du côté sud.
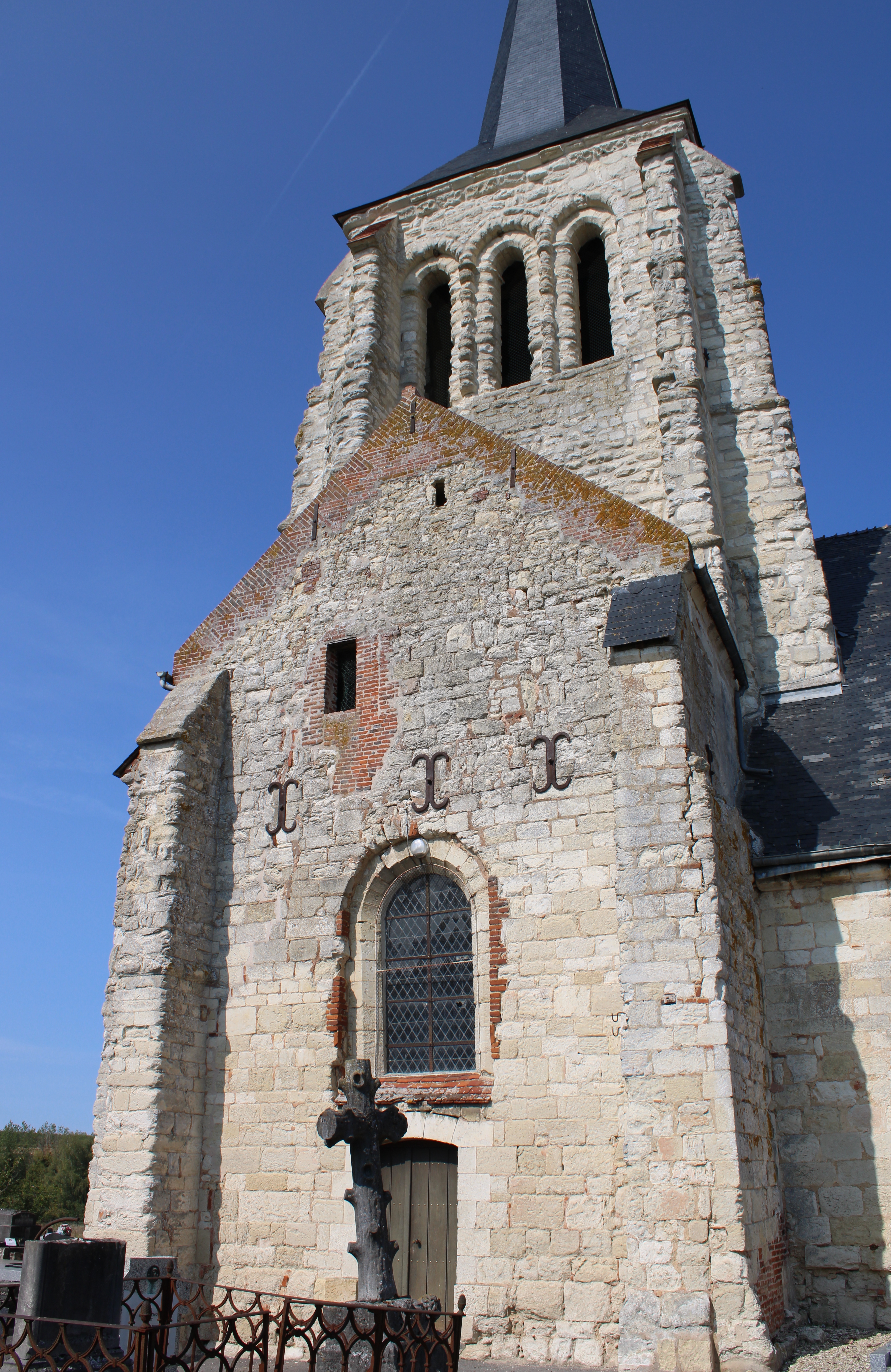
Le transept est ici placé directement à l'entrée de l'église. Il est surmonté d'une  salle de refuge.
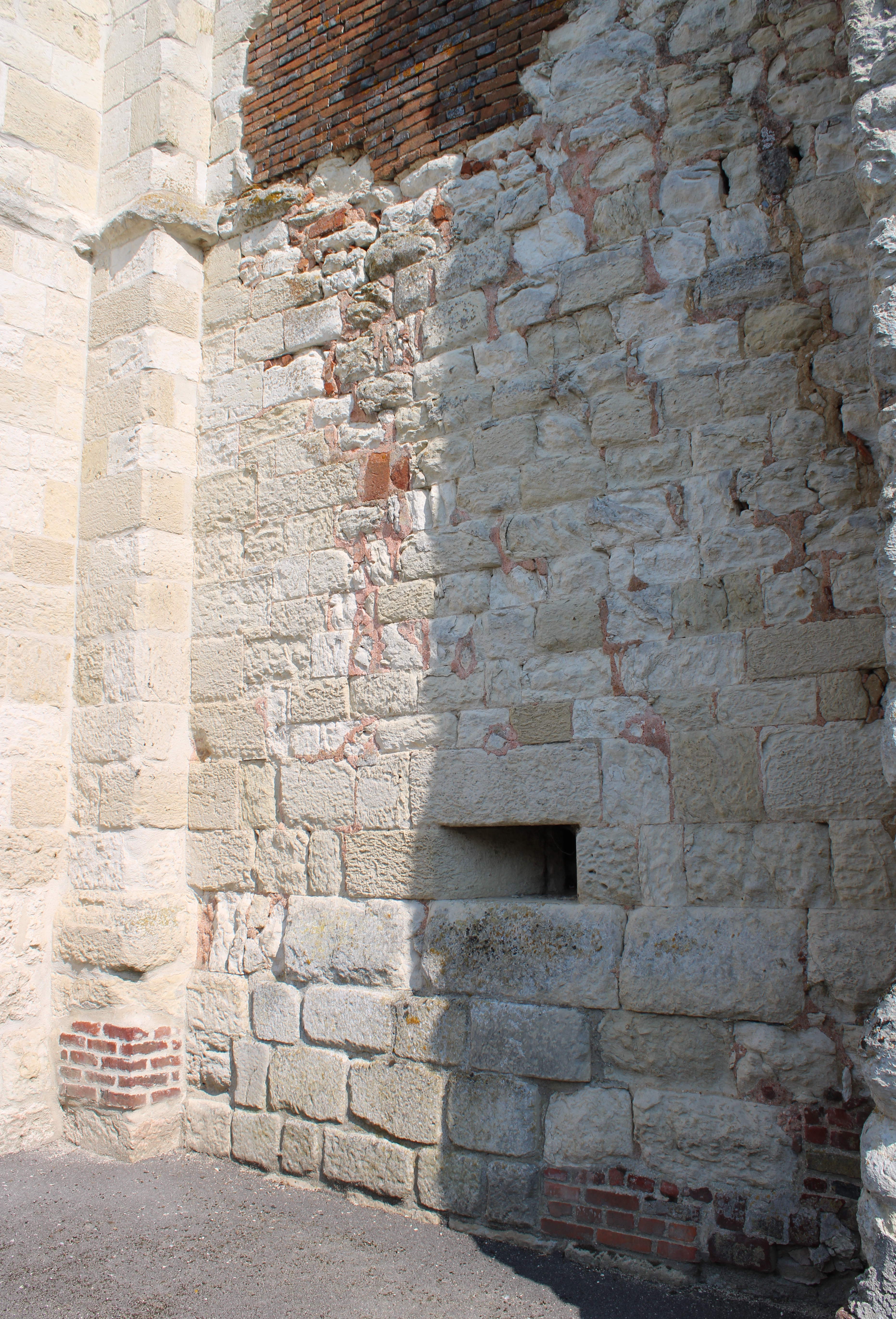
Meurtrière à hauteur d'homme.
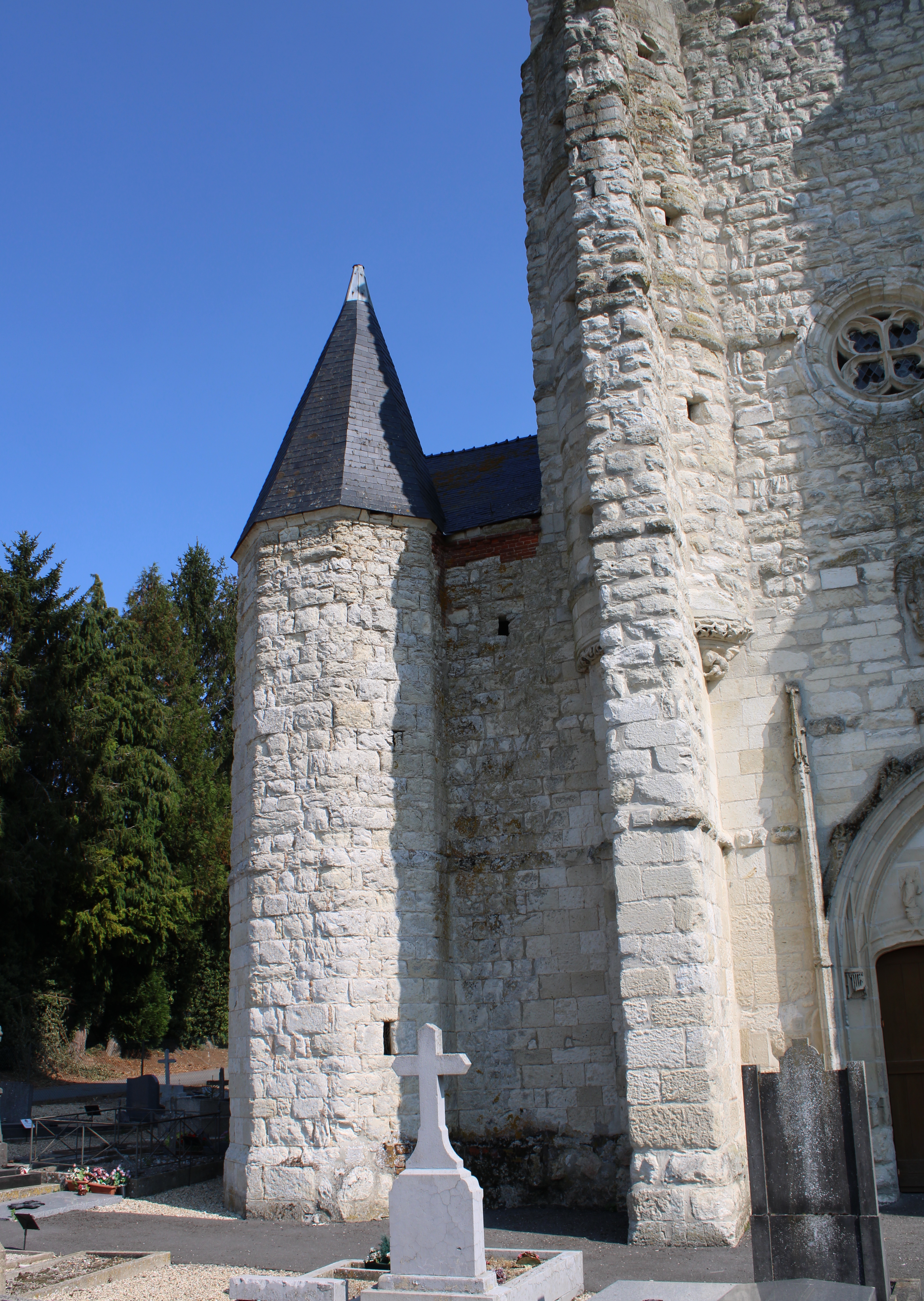
Tourelle fortifiée à gauche du portail.
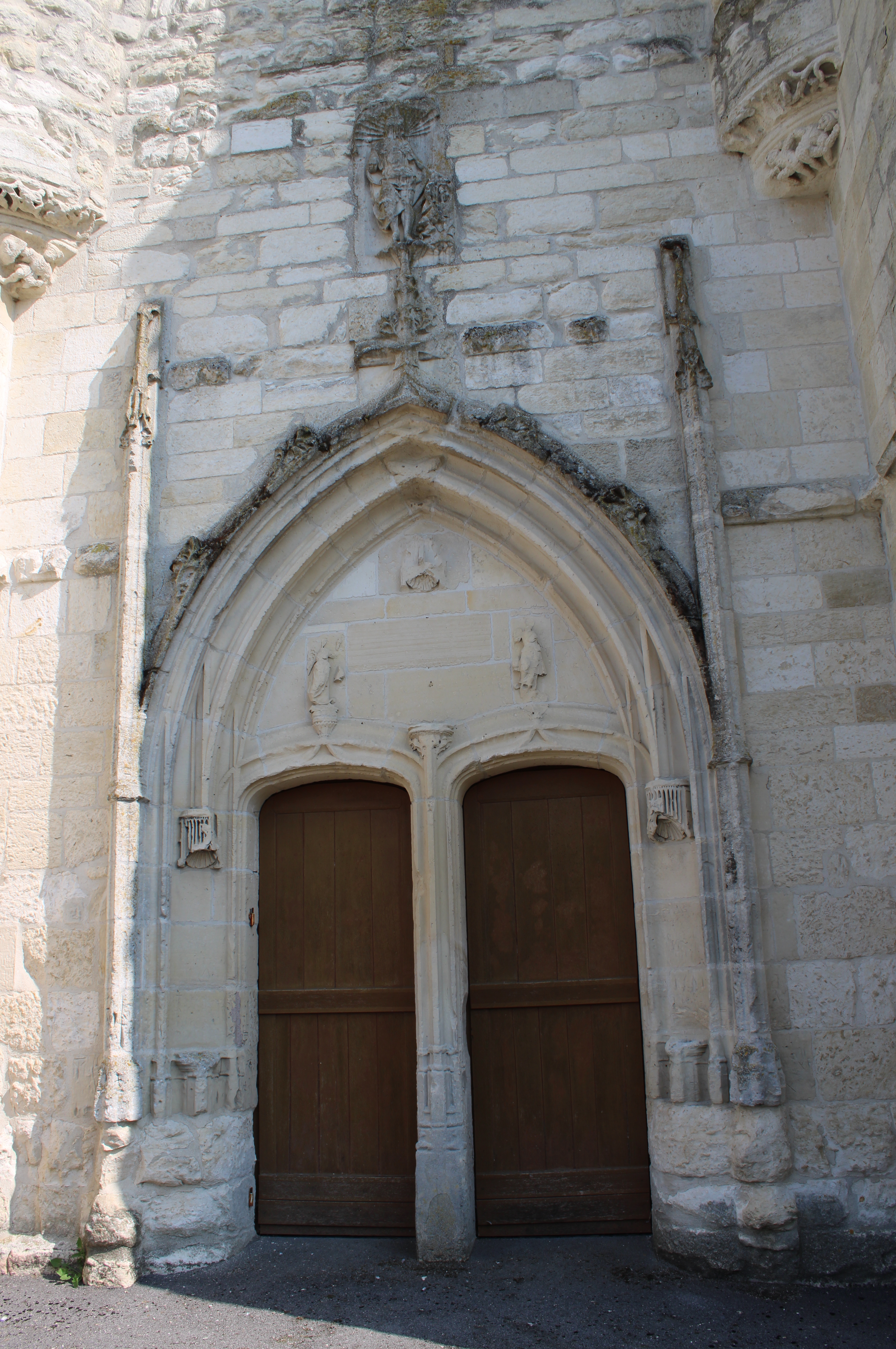
Portail en pierre calcaire de style gothique comportant un trumeau sculpté et des vestiges de sculptures sur le tympan.